# Tomahawk (Wisconsin)
Tomahawk – miasto w Stanach Zjednoczonych, w stanie Wisconsin, w hrabstwie Lincoln.